# 마티아스 쿠피아이넨
마티아스 쿠피아이넨(Matias Kupiainen 1983년 5월 11일 ~ )는 핀란드, 헬싱키 출신의 헤비 메탈 밴드, 스트라토바리우스의 기타리스트이다.
4살 때부터 기타를 치기 시작해, 시벨리우스 아카데미에서 음악에 대해서 배웠다. 헬싱키 팝스 재즈 음악원에서도 음악을 배운 바 있다. 2006년, 그라인드 코어 계열 밴드, [Fist in Fetus]을 결성하여, 2007년에는, 핀란드의 메탈 페스티벌에도 참가하였다.
헬싱키에 개인 음악 스튜디오를 소유하고 있으며, 믹서와 음악 프로듀서로서의 활동과, [Shred Circus] 등의 음악 프로젝트에서도 활동하고 있다. 2008년 봄에, 스트라토바리우스의 기타리스트인 티모 톨키가 사실상 탙퇴함에 따라, 베이시스트 로리 포라의 소개로 후임 기타리스트로서 스트라토바리우스에 가입하게 된다. 10년 전부터 멜로딕 파워 메탈을 좋아하였으며, 스트라토바리우스의 열렬한 팬이기도 했다.

## 사용 악기 및 기계
- TC-Electronic G-System
- TC-Electronic M-3000
- TC-Electronic Finalizer
- Sony DSP V-77
- ENGL 530 Modern Rock
- Hughes & Kettner Tubeman+
- Chandler Tubedriver
- Mesa/Boogie 20/20
- Carlsbro 4x12 60w Celestion
- Boss Super Overdrive
- Boss Expression & Volume Pedals
- Morley A/B Box
- Sennheiser Wireless
- Digidesign 002 rack + Pro Tools 7
- MacBook 13¨ 2,2GHz 2Gb RAM

## 디스코그래피
- Guitar Heroes 2007년
- Fist in Fetus (2007년)

Stratovarius
- [Poraris] (2009년)